# Sonja Truffer
Sonja Truffer (* 13. Mai 1973) ist eine aus dem Kanton Wallis stammende Schweizer Sängerin.
Sonja Truffer ist gelernte Bäckereiverkäuferin und heute lebt sie mit ihrem Mann Erwin Stixenberger, genannt Stixi, zusammen in der im Kanton Appenzell Ausserrhoden liegenden Gemeinde Herisau und bildet mit ihm das Gesangsduett Stixi & Sonja. Bekannt wurden sie durch Lieder, die Franz Regli für sie komponiert hatte, mit denen sie auch am Grand-Prix der Volksmusik 1990 auftraten.